# Storumans flygplats
Storumans flygplats (IATA: SQO, ICAO: ESUD) var en regional flygplats cirka 38 km sydost om Storuman nära E12 (mot Lycksele) i Storumans kommun i Västerbottens län, nära småorten Gunnarn. Sedan 2010 finns ingen reguljär trafik på flygplatsen.

## Historik
Flygplatsen byggdes ursprungligen som Gunnarns flygbas för flygvapnet. Arbetet utfördes delvis av vänsterpolitiska soldater som hamnat i Stensele interneringsläger. Den avvecklades 2005 som flygbas, varefter Storumans kommun köpte 2006 den av svenska staten för 6,5 miljoner kronor. Storumans kommun hade börjat med civil flygtrafik från flygfältet redan 1993 med understöd av kommunala medel. Rikstrafiken började upphandla trafiken 2002.
Flygplatsen hade 12 753 passagerare år 2006. Eftersom det elva plan per riktning i veckan motsvarade det elva passagerare per plan. Flygningarna samordnades med Vilhelmina flygplats (med 13 152 passagerare per år), varmed det blev 22 passagerare per plan. 
Rikstrafiken (som stödjer olönsamma flyglinjer) beslutade i oktober 2007 att inte stödja Storumans flygplats efter oktober 2008, eftersom denansåg att flygplatserna i Vilhelmina och Lycksele vara tillräckliga för regionen. Vilhelmina flygplats ligger 75 km från samhället Storuman. Storumans kommun ville ha flyg, så den beslutade att betala flygplatsen för att upphandla flygtrafik på egen hand, vilken startade den 12 januari 2009. 
Den 18 januari 2010 beslutade kommunfullmäktige i Storuman att flygtrafiken skulle upphöra från den 28 februari 2010. Flygplatsbolagets styrelse beslutade den 3 februari 2010 att flygtrafiken skulle fortsätta med lägre turtäthet från och med den 1 mars 2010. Detta löste inte lönsamhetsproblemet, utan man lade ned trafiken från juni 2010. I ytterligare några år snöröjdes flygplatsen för att hållas öppen för nödlandningar. År 2018 upphörde kommunen att snöröja flygfältet. Därmed miste den också stödet från statliga Luftfartsverket. Därefter har kommunens försök att sälja eller hyra ut delar eller hela flygplatsen varit fruktlösa. Kommunens kostnader för flygplatsen har årligen uppgått till cirka 1,5 miljoner kronor. År 2023 såldes flygplatsen tillbaka  till Fortifikationsverket.

## Flygtrafik
Den reguljära flygtrafiken Lades ned i juni 2010. Fram till dess flögs en eller två flygningar per vardag till Stockholm-Arlanda. Närmaste flygplatser med reguljär trafik är Vilhelmina, Lycksele och Umeå.